# 会田卓司
会田 卓司（あいだ たくじ、1975年 - ）は、日本のエコノミスト。クレディ・アグリコル証券チーフエコノミスト。

## 学歴
埼玉県立浦和高等学校卒、スワースモア大学経済学部・数学部卒（Honors）、ジョンズ・ホプキンス大学経済学博士課程単位取得退学（経済学修士）。

## 経歴
大学院修了後メリルリンチ日本証券シニアエコノミスト、バークレイズ・キャピタル証券チーフエコノミスト、ブレヴァン・ハワード・ジャパン（ヘッジファンド）チーフエコノミスト、UBS証券シニアエコノミスト、ソシエテ・ジェネラル証券チーフエコノミスト、岡三証券チーフエコノミストを歴任。文化放送『おはよう寺ちゃん』レギュラーコメンテーター。

## 著作
- 榊原可人との共著2017『日本経済の新しい見方』金融財政事情研究会

## 人物
積極財政論の推進者であり、国債の60年償還ルールの見直しを主張している。企業貯蓄率と財政収支の合計であるネットの資金需要を開発。政府の歳出と税収の差であるワニの口が存在しないことを示した。
往年のヤクルトスワローズの名投手・会田照夫の息子である。弟は読売ジャイアンツの元投手・会田有志。従弟は元関脇・隆乃若。